# Городищенское сельское поселение (Смоленская область)
Городи́щенское се́льское поселе́ние — муниципальное образование в составе Хиславичского района Смоленской области России.
Административный центр — деревня Городище.

## Географические данные
- Расположение: юго-западная часть Хиславичского района
- Граничит:
  - на севере — с  Кожуховичским сельским поселением
  - на востоке — с Печерским сельским поселением
  - на юге  — с   Шумячским районом
  - на западе — с Беларусью
- По территории поселения проходит автодорога  Хиславичи — Мстиславль
- Крупная река: Сож.

## История
Образовано Законом от 20 декабря 2004 года.  
Законом Смоленской области от 20 декабря 2018 года, к 1 января 2019 года в Городищенское сельское поселение были включены все населённые пункты двух упразднённых сельских поселений: Иозефовского и Соинского.

## Население
| 2011 | 2012 | 2013 | 2014 | 2015 | 2016 | 2017 |
| ---- | ---- | ---- | ---- | ---- | ---- | ---- |
| 620  | ↘614 | ↘604 | ↘600 | ↘581 | ↘552 | ↘545 |
| 2018 | 2019 | 2020 | 2021 |      |      |      |
| ↘519 | ↘475 | ↗971 | ↘923 |      |      |      |

## Населённые пункты
В состав сельского поселения входят 28 населённых пунктов:
| №  | Населённый пункт | Тип     | Население |
| -- | ---------------- | ------- | --------- |
| 1  | Бахаревка        | деревня | 41        |
| 2  | Богдановка       | деревня | 38        |
| 3  | Боровая          | деревня | 0         |
| 4  | Будяки           | деревня | 7         |
| 5  | Вороновка        | деревня | 15        |
| 6  | Городище         | деревня | 391       |
| 7  | Гута             | деревня | 0         |
| 8  | Жанвиль          | деревня | 135       |
| 9  | Жигалки          | деревня | 43        |
| 10 | Иозефовка        | деревня | 254       |
| 11 | Красный Бор      | деревня | 8         |
| 12 | Ларьковка        | деревня | 10        |
| 13 | Новая Буда       | деревня | 11        |
| 14 | Новый Стан       | деревня | 10        |
| 15 | Пиряны           | деревня | 3         |
| 16 | Плещицы          | деревня | 42        |
| 17 | Понарь           | деревня | 0         |
| 18 | Пыковка          | деревня | 12        |
| 19 | Рудня            | деревня | 0         |
| 20 | Сиваи            | деревня | 18        |
| 21 | Скверета         | деревня | 8         |
| 22 | Соино            | деревня | 164       |
| 23 | Старый Стан      | деревня | 25        |
| 24 | Суздалевка       | деревня | 16        |
| 25 | Хайновщина       | деревня | 0         |
| 26 | Хорошково        | деревня | 2         |
| 27 | Шершневка        | деревня | 1         |
| 28 | Юрковщина        | деревня | 3         |

Упразднённые
- деревни Галеевка, Ясеновка, Зимницы, Печище, Пмк (включена в д. Городище), Новые Сиваи (Старые Сиваи переименованы в Сиваи).